# Comuna Marie-Dmîtrivka, Sofiivka
Marie-Dmîtrivka (în ucraineană Мар`є-Дмитрівка) este o comună în raionul Sofiivka, regiunea Dnipropetrovsk, Ucraina, formată din satele Cervone Pole, Cervonîi Iar, Dovhivka, Kovaleve, Krînîcikî, Marie-Dmîtrivka (reședința) și Spokoistvie.

## Demografie
Componența lingvistică a satului Marie-Dmîtrivka
     Ucraineană (94,99%)
     Rusă (4,88%)
     Alte limbi (0,13%)
Conform recensământului din 2001, majoritatea populației satului Marie-Dmîtrivka era vorbitoare de ucraineană (94,99%), existând în minoritate și vorbitori de rusă (4,88%).